# Guaifenesin
Guaifenesin ist ein Arzneistoff aus der chemischen Gruppe der Guajakolderivate und wird zur Lösung von Bronchialsekret (Expektorans) z. B. bei Atemwegsinfekten verwendet. Chemisch kann es formal auch als Kondensationsprodukt von Anisol und Glycerin gesehen werden.

## Geschichte
Der Vorläufer des Guaifenesin, Kreosot, wurde schon im 19. Jahrhundert als Expektorans und Desodorans angewendet. Es bestand aus Guajakol und Kreosol.
Da einige Patienten auf Behandlung mit diesem Gemisch mit Magen-Darm-Beschwerden reagierten, wurde 1954 das Guaifenesin entwickelt, was nun der reine Guajakolglycerinether war. 1959 wurde es unter dem Namen „Robitussin“ in Amerika auf den Markt gebracht und seit 1982 auch in Deutschland. Bereits 1953 wurde das Guajacolglycerinether-haltige Medikament Reorganin von der Firma Dr. Christian Brunnengräber in Lübeck als Medikament zur Behandlung unter anderem von Angst- und Spannungszuständen als medikamentöse „Lobotomie“ beworben.
Es folgten verschiedene Kombinationspräparate als Kapseln und Säfte.
Unter dem Namen Fagusan war Guaifenesin-Hustensaft in der DDR bekannt.

## Pharmakologische Eigenschaften
Guaifenesin wirkt sekretverflüssigend; die Wirkung soll reflektorisch zustande kommen über eine Reizung der Magenschleimhaut, wodurch es zu einer parasympathischen Stimulation der Bronchialdrüsen komme.
In höherer Dosierung wirkt Guaifenesin muskelerschlaffend. Bei starker Überdosierung kommt es zu Übelkeit und Erbrechen, ferner kann eine Muskelerschlaffung auftreten, die sofortige ärztliche Hilfe erfordert.

## Klinische Angaben

### Anwendungsgebiete (Indikationen)
Guaifenesin ist angezeigt zur Schleimlösung im Bronchialbereich, etwa bei Erkältungen, grippalen Infekten und Bronchitis. Guaifenesin ist oral wirksam.
In der Veterinärmedizin ist Guaifenesin zusammen mit Ketamin und Xylazin Bestandteil des verbreiteten Triple Drip zur intravenösen Anästhesie.

### Gegenanzeigen (Kontraindikationen)
- Magen-Darm-Erkrankungen
- Niereninsuffizienz
- Myasthenia gravis
- Schwangerschaft und Stillzeit

### Wechselwirkungen mit anderen Medikamenten
Guaifenesin verstärkt die Wirkung von Sedativa und Muskelrelaxanzien. Bei der gleichzeitigen Anwendung von hustenunterdrückenden Arzneimitteln (Antitussiva) besteht ein Risiko für das Auftreten eines Sekretstaus.

### Unerwünschte Wirkungen (Nebenwirkungen)
- Haut: Ausschlag, Jucken (Einzelfälle)
- Nervensystem und Psyche: Müdigkeit (selten), Muskelrelaxation (in hohen Dosen), Koma, Konfusion, Schwindel (Einzelfälle)
- Verdauungstrakt: Übelkeit, Erbrechen, Magenunverträglichkeit, Sodbrennen (Einzelfälle)
- Herz und Kreislauf: Wärmegefühl, Bradykardie (Einzelfälle)
- Atemwege: Bronchospasmus, Dyspnoe (Einzelfälle)
- Blut: Granulozytopenie (Einzelfälle)
- In Einzelfällen: Allergische Reaktionen, Schmerzen

## Sonstige Informationen
Guaifenesin wurde 1952 von der US-amerikanischen Food and Drug Administration (FDA) als Expektorans zugelassen, es gilt dort als das einzige von der FDA als wirksam beurteilte Expektorans. In den deutschsprachigen Ländern gilt seine therapeutische Bedeutung als fraglich, zumal auch expektorierende Arzneistoffe mit einem günstigeren Nutzen-Risiko-Verhältnis verfügbar sind.
Anekdotisch kursieren Berichte über eine Verwendung von Guaifenesin in der Behandlung der Fibromyalgie, welche auf ein alternativmedizinisches Behandlungskonzept eines amerikanischen Arztes zurückgeht. In einer kontrollierten Studie konnte eine therapeutische Wirksamkeit nicht nachgewiesen werden – jedoch war zum Zeitpunkt der Studie die hemmende Wirkung von Salicylaten auf das Medikament als auch die Notwendigkeit einer individuellen Dosierung von Guaifenesin nicht bekannt.

## Handelsnamen
Monopräparate
Fagusan („Buchenteer“) (D), Longtussin (D, außer Handel), Myoscain (A), Resyl (A, CH), Vicks Hustenlösen (CH), Wick Husten-Löser (D); Kirkland Signature Mucus Relief Chest (USA), Mucinex (USA), Perrigo Guaifenesin 600 mg Extended Release (generic Mucinex) (USA)
Kombinationspräparate
Bricanyl compositum (A), Bronchostop (A), Demo Hustenelixier (CH), Escotussin (CH), Pecto-Baby (CH), Pectocalmine (CH), Resyl mit Codein (A), Resyl plus (A, CH), Sano Tuss (CH), Tuscalman (CH), Wick DayMed Erkältungs-Getränk (D)